# Hahn Air
A Hahnair é uma companhia aérea alemã fundada em 1994, especializada em serviços de distribuição para outras companhias aéreas desde 1999. Como a maior empresa do mundo do seu tipo, abrange 190 mercados e coopera com mais de 300 parceiros aéreos, ferroviários e de traslado e mais de 95.000 agências de viagem. É a primeira e única companhia aérea em todo o mundo que oferece gratuitamente e de forma abrangente um seguro contra insolvência com cobertura para todos os serviços de transporte.
A Hahnair Group é uma empresa internacional com sede em Dreieich perto de Frankfurt, Alemanha, enquanto a frota da Hahn Air Lines opera a partir do Aeroporto de Düsseldorf. O Grupo, que possui escritórios em todo o mundo, incluindo Mineápolis, Montevidéu, Paris, Casablanca, Joanesburgo, Nova Deli e Manila, alcança um volume de negócios global anual de aproximadamente mil milhões de dólares americanos.

## Frota
Em 14 de outubro de 2017 a frota da empresa era composta por: 
| Modelo      | Quantidade |
| ----------- | ---------- |
| Cessna 525C | 2          |
| Cessna 680  | 2          |
| Total       | 4          |

Todos os anos, milhões de passageiros viajam de e para 4.000 diferentes aeroportos,usando as passagens expedidas pela empresa
A Hahnair é membro da International Air Transport Association (IATA). Embora,não seja muito conhecida pelo público geral, possui conexões em todo o globo e desempenha um papel de liderança no setor de distribuição de companhias aéreas.
Além disso, atua em outros campos de negócios fora do setor de aviação e apoia ativamente projetos sociais ao redor do mundo

Site oficial:https://www.hahnair.com/en